# Moumina Houssein Darar
Moumina Houssein Darar (Ali Sabieh, Djibouti, 1 de juny de 1990), és una investigadora del departament antiterrorista de Djibuti. Va ser premiada amb el Premi Internacional Dona Coratge pel Secretari d'Estat americà l'any 2019.

## Biografia
Moumina Houssein Darar és la filla més gran d'una família amb vuit fills. Després d'obtenir un grau en anglès l'any 2012, es va unir a la Policia de Djibouti l'any 2013. Aviat es va especialitzar en la investigació antiterrorista com a detectiu sènior. Va estar implicada en investigacions d'alt perfil que van resultar en la condemna o expulsió de molts terroristes d'Al-Xabab. Això va permetre a la Policia Nacional de Djibuti (DNP) frustrar molts atacs terroristes planejats després de l'atemptat de La Chaumière, l'any 2014 a Djibouti.
Moumina ha creat una organització caritativa de barri per ajudar infants necessitats, així com per proporcionar altres serveis i assistència per ajudar la comunitat local.
El 7 de març de 2019, va rebre el Premi Internacional Dona Coratge, de la mà de Mike Pompeo, secretari d'estat dels Estats Units.